# Giorgio Rossi (scultore)

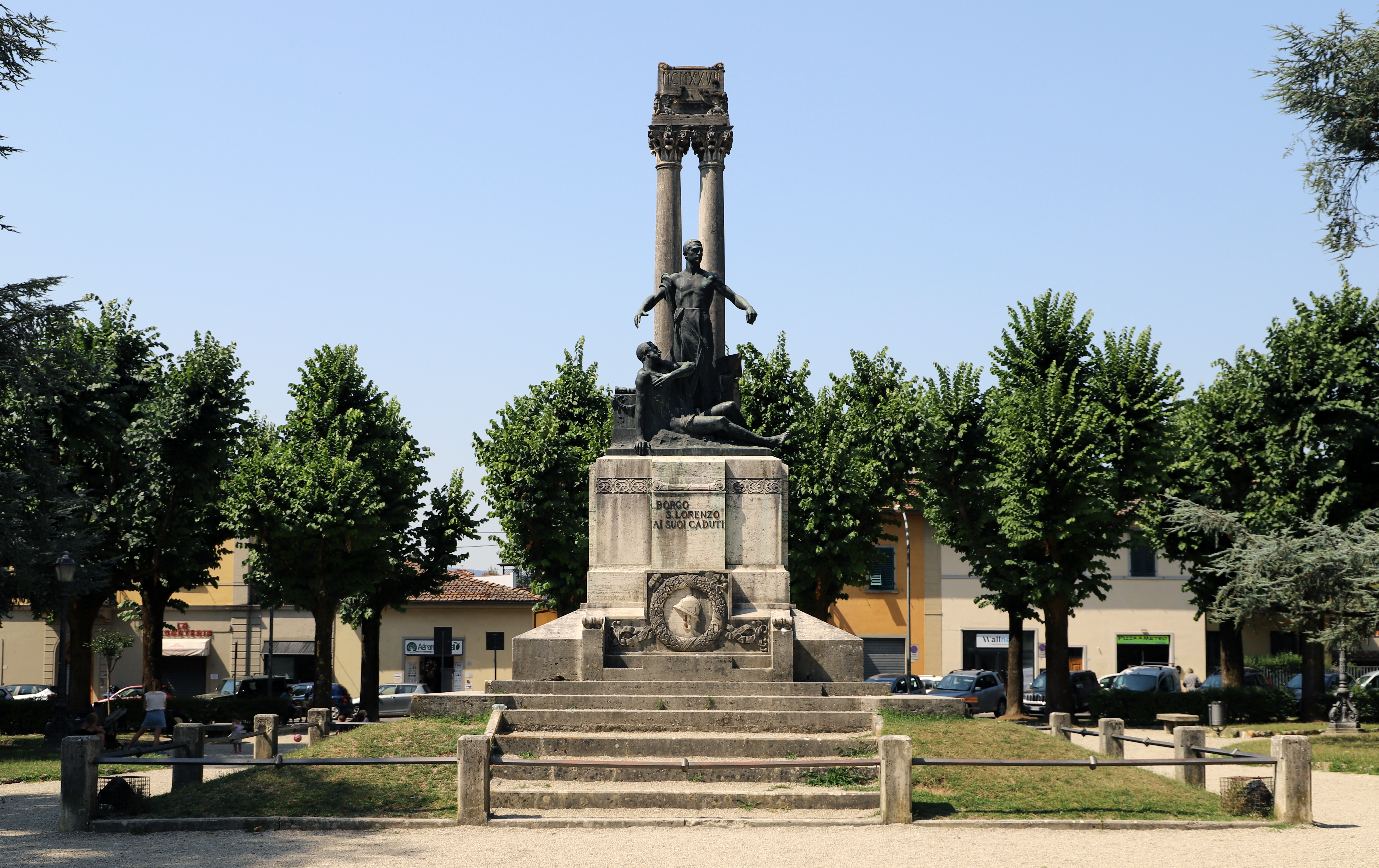
Monumento ai Caduti di Borgo San Lorenzo, 1926-1927

Giorgio Rossi (San Piero a Sieve, 13 gennaio 1892 – Firenze, 1963) è stato uno scultore e pittore italiano.

## Biografia
Nacque a San Piero a Sieve nel 1892 da Enrico e Marianna Nencioni. 
All’Accademia di Belle Arti di Firenze fu allievo di Antonio Bortone, da cui imparò tutte le tecniche della scultura, nel solco della tradizione risorgimentale, ma si dedicò anche alla pittura. Nel 1906, a soli quattordici anni, partecipò all’Esposizione Annuale della Società di Belle Arti di Firenze, dove tornò anche nel biennio 1912-1913, a cui seguì nel 1914 quella di Montecatini Terme e nel 1915 espose alla Permanente di Milano.
Continuò a lavorare come artista anche durante la prima guerra mondiale, dedicandosi occasionalmente anche alla poesia. Nel 1916 vinse la medaglia d’argento per la scultura in marmo La Sieve alla Società di Belle Arti e l’anno seguente vinse il primo premio all’"Esposizione del soldato" organizzata a Palazzo Davanzati. Già nel 1918 venne nominato accademico onorario nell'Accademia dell'Arte del Disegno, di cui fece parte fino al 1926. Nel 1920 espose alla Mostra d’Arte Sacra a Venezia e ricevette alcune importanti commissioni private per opere monumentali, da collocare nei cimiteri. Pur continuando ad esporre regolarmente (1921 a Firenze, 1924 a Brescia, 1925 a Milano...), cercò lavoro anche come insegnante, per avere un impiego più stabile. 
Nel 1927 ricevette la commissione per il Monumento ai Caduti di Borgo San Lorenzo, finanziato dal generale Guglielmo Pecori Giraldi, che vagliò personalmente il lavoro dell'artista. Lo stesso anno fu inserito definitivamente anche nell'insegnamento, prima all'Istituto Tecnico Galilei di Firenze, come assistente alla Scuola di disegno, poi nella Regia Scuola Artistico-Industriale per l’Alabastro di Volterra. Inevitabilmente, l’alabastro divenne uno dei materiali trattati nelle sue opere di quegli anni, vincendo proprio con un'opera del genere il primo premio alla Fiera dell'Artigianato di Firenze. Al 1930 risale la sua partecipazione alla XVII Biennale di Venezia, con la scultura Testa di uomo grasso.
Nel 1935 fu inserito nel Dizionario biografico degli Scultori Italiani dall’Ottocento ad oggi e nel 1940 il Ministero dell’Educazione Nazionale lo sovvenzionò con una somma di 3000 Lire.
Il secondo dopoguerra fu un periodo di crisi per la maggior parte degli artisti della sua generazione, e anche Rossi dovette ripensare la sua poetica, che divenne più intimistica. Se l'impiego come insegnante gli garantì la sicurezza economica, in quel periodo cercò di liberarsi da quel vincolo professionale, tentando di trasferirsi in un centro dalla scena artistica più vivace della piccola Volterra, ma il suo desiderio, per quanto modesto, non trovò coronamento, restando legato alla carriera scolastica fino al suo naturale termine, quando fu libero di tornarsene a Firenze. Aprì dunque uno studio in via dei Della Robbia, dove produsse alcune delle sue opere dall'ispirazione più libera e disinibita. Si spense nel 1963.